# فيرنر مولر
فيرنر مولر (بالألمانية: Werner Müller) (مواليد 1 يونيو 1946) سياسي ألماني مستقل شغل منصب الوزير الاتحادي للاقتصاد والتقنية في الفترة من 1998 إلى 2002.

## روابط خارجية
- فيرنر مولر على موقع مونزينجر (الألمانية)